# Polizeiruf 110: Der Tod des Pelikan
Der Tod des Pelikan ist ein deutscher Kriminalfilm von Rainer Bär aus dem Jahr 1990. Der Fernsehfilm erschien als 134. Folge der Filmreihe Polizeiruf 110.

## Handlung
Opernsängerin Gerda Bachmann will sich von ihrem Mann, dem Flugkapitän Herbert, scheiden lassen. Der gemeinsame Sohn Robert soll nach dem Willen Gerdas bei ihr bleiben und beide Anwälte wissen, dass der Sohn der Mutter zugesprochen werden wird. Zwar ist sie mit ihrem Künstlerberuf viel außer Haus, kann dem Jungen aber dennoch ein stabileres Leben bieten als der Vater, der als Pilot stets tagelang außer Landes ist. Als Herbert Robert mal wieder zu Gerda bringt, macht er ihr klar, dass er auf keinen Fall kampflos aufgeben wird. Er steigert sich immer mehr in seine Wut hinein, trinkt Schnaps und droht, für seinen Sohn bis zum Äußersten zu gehen. Anschließend verlässt er Gerda wütend. Vor dem Haus trifft er auf Oberleutnant Thomas Grawe, der auf demselben Gang wie Gerda wohnt. Beide halten Smalltalk und Herbert fragt, was Grawe machen würde, wenn ihm die Tochter weggenommen würde. Er bringt den Vergleich, dass er wie ein Pelikan um sein Kind kämpfen wird und sich notfalls die Federn ziehen lassen wird. Grawe wird mit dem Wagen abgeholt und Herbert, selbst verblüfft, was er dem ihm fremden Mann erzählt hat, fährt davon. Fast überfährt er einen Motorradfahrer, den er übersieht, doch kommt der Fahrer nur ins Rutschen. Wenig später steht Herbert erneut vor Gerdas Tür. Er ist nun wie verwandelt und beichtet Gerda, dass er einen Mann überfahren habe. Er werde ihr Robert nun kampflos überlassen, habe sie ihn mit dem Wissen doch in der Hand. Gerda ist nicht wohl, von ihm als „Vertrauensperson“ benutzt zu werden, und sie verspricht Herbert nur, nicht von allein zur Polizei zu gehen. Sollte sie sie jedoch befragen, werde sie nicht für Herbert lügen.
Einige Zeit später findet Gerda in der Post einen anonymen Brief, dem ein Zeitungsausschnitt beiliegt. In ihm wird von einem Unfall am 15. Februar 1989 – dem Tag von Herberts letztem Besuch – berichtet, bei dem ein Mann zu Tode kam. Der Täter, der Unfallflucht begangen hat, wird nach wie vor gesucht. Gerda alarmiert Herbert, der behauptet, denselben anonymen Brief erhalten zu haben. Wenig später erhält Gerda einen weiteren Brief mit der Todesanzeige des beim Unfall Umgekommenen. Ein dritter Brief wiederum enthält das Foto eines Mannes mit Trauerrand und Gerda geht davon aus, dass es der Getötete ist. Sie ist verzweifelt, weil sie nicht weiß, wer hinter den Sendungen steckt und was derjenige bezweckt. Im Alltag wird sie immer empfindlicher und fahriger, beginnt, Medikamente gegen die Nervosität zu schlucken, und vergisst, ihren Sohn vom Kindergarten abzuholen. Entgegen der Behauptung ihres Mannes, auf Robert zu verzichten, wird nun doch vom Jugendamt Gerdas Leben unter die Lupe genommen, und die Fürsorger erhalten keinen guten Eindruck.
Gerda glaubt unterdessen mehrfach, in der Stadt den angeblich toten Mann zu sehen. Sie kann ihn jedoch nie stellen. Eines Tages – sie hat den Mann gerade durch eine Schaufensterscheibe entdeckt – trifft sie auf ihre Freundin Marianne, die sie schon lange nicht mehr gesehen hat. Sie hofft, dass sie sich ihr anvertrauen kann, und bittet sie am Abend nach der Vorstellung auf sie zu warten. Gerda singt die Hauptrolle in Madama Butterfly, bricht jedoch ohnmächtig auf der Bühne zusammen, als sie den vermeintlichen Toten zu sehen glaubt. In ihrer Garderobe berichtet sie Marianne von Herberts Tat. Sie hat einen Plan: Sie will auf dem Friedhof nach dem Grab des Toten suchen und sich vom Friedhofswärter die Adresse geben lassen, um so von den Nachkommen zu erfahren, ob der Mann auf dem Foto auch der Tote ist. Sie setzt den Plan mit Marianne in die Tat um und begibt sich anschließend zu dem Wohnhaus, dessen Adresse Marianne ihr aufgeschrieben hat. Sie findet jedoch nur ein Abrisshaus vor. Sie ruft Oberleutnant Thomas Grawe an, mit dem sie sich bereits einmal im Haus unterhalten hat, und berichtet ihm von Herberts Tat und den anonymen Briefen. Er ist überrascht und legt ihr das Bild des wirklichen Opfers vor – ein anderer Mann als auf dem Gerda zugeschickten Bild. Zudem wird er stutzig, dass Gerda aktiv auf den Zeitungsartikel hingewiesen wurde, hätte sie ihn ohne den Hinweis nie entdeckt. Gerda erkennt, dass sie von Herbert manipuliert wurde, hatte er doch alles geben wollen, um ihr den Jungen wegzunehmen. Am Abend hat Gerda erneut eine Vorstellung als Madame Butterfly. Herbert ist wieder im Land und sucht Gerdas Garderobe auf, wo er auf Marianne trifft. Es wird deutlich, dass er und Marianne heimlich ein Paar sind und den Schwindel gemeinsam geplant haben. Der ominöse Tote war der gemeinsame Bekannte Schubert, Herbert wiederum war in Wirklichkeit nie in einen Unfall mit Todesfolge verwickelt. Die Polizei hat den wirklichen Täter längst verhaftet. Gerda hört das schadenfrohe Gespräch zwischen Herbert und Marianne mit, geht zu ihrem Mann und ersticht ihn mit einem Theaterdolch. Oberleutnant Grawe hat unterdessen beim Betrachten eines Pelikanbildes erfahren, dass Pelikane ihre Kinder notfalls bis zum Tod verteidigen. Mit ungutem Gefühl eilt er in die Oper, kommt jedoch zu spät.

## Produktion

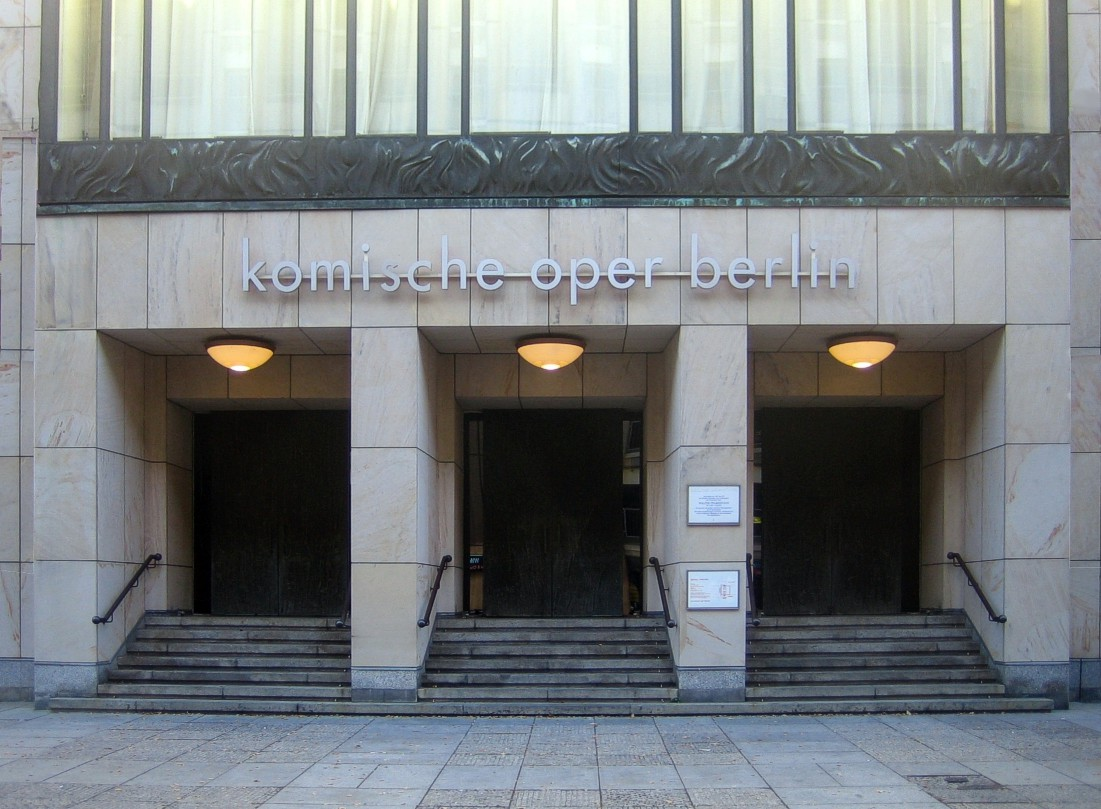
Die Komische Oper Berlin, ein Drehort des Films

Der Tod des Pelikan war der erste Polizeiruf 110, der nach dem Fall der Berliner Mauer ausgestrahlt wurde. Drehort war unter anderem die Komische Oper Berlin als Außenkulisse. Die Innenaufnahmen sowie die Ausschnitte aus Madame Butterfly wurden komplett im Landestheater Altenburg Thüringen gedreht. Dafür wurde eigens nur für diesen Film eine Bühnenoperndekoration gebaut. Gedreht wurde der Film vom 15. März bis 31. Mai 1989. Die Kostüme des Films schuf Karin Pas, die Filmbauten stammen von Lothar Holler. Der Film erlebte am 1. Januar 1990 auf DDR 1 seine Fernsehpremiere. Die Zuschauerbeteiligung lag bei 31,5 Prozent.
Es war die 134. Folge der Filmreihe Polizeiruf 110. Oberleutnant Thomas Grawe ermittelte in seinem 23. Fall. Zsuzsa Nyertes wird von Cornelia Schmaus synchronisiert; ihr Gesang der Madama Butterfly wurde von Edith Chmiel eingesungen. Die Kritik bezeichnete Der Tod des Pelikan als Suspense-Krimi in Hitchcock-Manier.